# Kalpialan Hatikainen
Kalpialan Hatikainen är en sjö i kommunen Ruokolax i landskapet Södra Karelen i Finland. Arean är 41 hektar och strandlinjen är 4,26 kilometer lång. Sjön  ingår i Vuoksens huvudavrinningsområde.   Den ligger omkring 60 kilometer nordöst om Villmanstrand och omkring 260 kilometer nordöst om Helsingfors. 